# Comune di Elektrėnai
Il comune di Elektrėnai è uno dei 60 comuni della Lituania, situato nella regione della Dzūkija.
Il Comune di Elektrenai è stato fondato il 19 marzo 2000 (elezioni dei consigli comunali) in conformità alla riforma delle unità amministrative del territorio della Repubblica di Lituania. Il territorio è stato costituito da una parte dei territori della Regione Trakai e della regione Kaisiadorys.
Il Consiglio del Comune di Elektrenai è composto da 25 membri. Il 5 aprile 2000, la prima sessione del Consiglio si è tenuta. In quella seduta, il Sindaco del Comune di Elektrenai, Kęstutis Vaitukaitis, e il Vice Sindaco, Andrejus Paberalis, sono stati eletti.
Al momento della risoluzione del Consiglio, nel territorio del Comune, ci sono stati istituiti 8 sub-distretti: quelli di Elektrenai, Vievis, Semeliškės, Kietaviškės, Gilučiai, Pastrėvys, Beižionys e Kazokiškės.